# Шуваев, Валерьян Владимирович
Валерья́н Влади́мирович Шува́ев (16 марта 1955, Барнаул — 3 июля 2024, Алжир) — российский дипломат. Чрезвычайный и полномочный посол (2010).

## Биография
В 1977 году окончил Московский государственный институт международных отношений и в 2001 году Дипломатическую академию МИД России. С 1977 года работал на различных дипломатических должностях.
- В 1992—1995 годах — заведующий отделом Департамента Ближнего Востока и Северной Африки МИД.
- В 1995—1998 годах — советник-посланник Посольства России в Королевстве Марокко.
- В 1998—2004 годах — начальник отдела, заместитель директора Департамента Ближнего Востока и Северной Африки МИД России.
- С 13 февраля 2004 по 16 октября 2008 года — чрезвычайный и полномочный посол Российской Федерации в Великой Социалистической Народной Ливийской Арабской Джамахирии[1][2].
- С 16 октября 2008 по 2 марта 2012 года — чрезвычайный и полномочный посол Российской Федерации в Ираке[3][4].
- В 2012—2018 годах — начальник отдела, заместитель директора Департамента Ближнего Востока и Северной Африки МИД России.
- С 24 апреля 2018 по 27 мая 2022 года — чрезвычайный и полномочный посол Российской Федерации в Марокко[5][6].
- С 27 мая 2022 до своей смерти 3 июля 2024 года — чрезвычайный и полномочный посол Российской Федерации в Алжире[7].

Скоропостижно скончался 3 июля 2024 года в Алжире в возрасте 69 лет.

## Дипломатический ранг
- Чрезвычайный и полномочный посланник 2 класса (25 июля 2003)[10]
- Чрезвычайный и полномочный посланник 1 класса (23 апреля 2008)[11]
- Чрезвычайный и полномочный посол (21 мая 2010)[12]

## Награды
- Орден Мужества (10 февраля 2012) — за личное мужество и организаторские способности, проявленные при исполнении служебного долга[13]
- Почётный работник Министерства иностранных дел Российской Федерации